# Tweede divisie 1968/69
Het seizoen 1968/69 van de Tweede divisie van het Nederlandse Betaalde voetbal was het dertiende seizoen van de Tweede Divisie. De Graafschap werd kampioen en promoveerde naar de Eerste divisie.

## Tweede divisie

### Deelnemende teams
| Club                | Plaats       | Accommodatie           | Capaciteit | Trainer                              |
| ------------------- | ------------ | ---------------------- | ---------- | ------------------------------------ |
| AGOVV               | Apeldoorn    | Berg & Bos             | 20.000     | Joop de Busser                       |
| Baronie             | Breda        | De Blauwe Kei          | 12.000     | George Knobel Piet van Bladel (a.i.) |
| SC Drente           | Klazienaveen | Mr. Ovingstraat        | 8.000      | Jan van Asten                        |
| EDO                 | Haarlem      | Noordersportpark       | 10.000     | Robert Klijn                         |
| Excelsior           | Rotterdam    | Woudestein             | 11.000     | Bob Janse                            |
| Fortuna Vlaardingen | Vlaardingen  | Floreslaan             | 12.000     | Jan Brouwer                          |
| Gooiland            | Hilversum    | Gemeentelijk Sportpark | 16.000     | Jany van der Veen                    |
| De Graafschap       | Doetinchem   | De Vijverberg          | 12.000     | Ad Zonderland                        |
| Heerenveen          | Heerenveen   | Gemeentelijk Sportpark | 12.000     | Evert Teunissen                      |
| Hermes DVS          | Schiedam     | Harga                  | 16.000     | Toon Remmers                         |
| Limburgia           | Brunssum     | Venweg                 | 15.500     | Charles Siezenis                     |
| NOAD                | Tilburg      | Gemeentelijk Sportpark | 20.000     | Jan Rab                              |
| PEC                 | Zwolle       | De Vrolijkheid         | 10.000     | Joep Brandes                         |
| Roda JC             | Kerkrade     | Kaalheide              | 20.000     | Willibert Weth                       |
| Velox               | Utrecht      | Galgenwaard            | 23.000     | Daan van Beek                        |
| FC VVV              | Venlo        | De Kraal               | 17.500     | Bas Paauwe                           |
| ZFC                 | Zaandam      | Westzanerdijk          | 10.000     | Jan de Bouter                        |
| Zwolsche Boys       | Zwolle       | Gemeentelijk Sportpark | 15.000     | Arie Otten                           |

### Eindstand
| pos | club                | gs | w  | g  | v  | pnt | dv | dt | ds  |
| --- | ------------------- | -- | -- | -- | -- | --- | -- | -- | --- |
| 1.  | De Graafschap       | 34 | 20 | 9  | 5  | 49  | 77 | 29 | 48  |
| 2.  | Excelsior           | 34 | 19 | 10 | 5  | 48  | 57 | 28 | 29  |
| 3.  | Fortuna Vlaardingen | 34 | 15 | 14 | 5  | 44  | 52 | 29 | 23  |
| 4.  | Roda JC             | 34 | 20 | 2  | 12 | 42  | 75 | 54 | 21  |
| 5.  | Zwolsche Boys       | 34 | 15 | 7  | 12 | 37  | 50 | 49 | 1   |
| 6.  | Limburgia           | 34 | 13 | 10 | 11 | 36  | 50 | 44 | 6   |
| 7.  | SC Gooiland         | 34 | 12 | 12 | 10 | 36  | 43 | 45 | -2  |
| 8.  | ZFC                 | 34 | 13 | 9  | 12 | 35  | 47 | 43 | 4   |
| 9.  | Heerenveen          | 34 | 12 | 10 | 12 | 34  | 46 | 38 | 8   |
| 10. | Velox               | 34 | 12 | 10 | 12 | 34  | 52 | 52 | 0   |
| 11. | Baronie             | 34 | 14 | 5  | 15 | 33  | 55 | 59 | -4  |
| 12. | SC Drente           | 34 | 13 | 4  | 17 | 30  | 62 | 60 | 2   |
| 13. | EDO                 | 34 | 11 | 8  | 15 | 30  | 43 | 51 | -8  |
| 14. | NOAD                | 34 | 10 | 8  | 16 | 28  | 48 | 59 | -11 |
| 15. | FC VVV              | 34 | 9  | 9  | 16 | 27  | 40 | 69 | -29 |
| 16. | Hermes DVS          | 34 | 8  | 9  | 17 | 25  | 47 | 60 | -13 |
| 17. | AGOVV               | 34 | 10 | 3  | 21 | 23  | 44 | 84 | -40 |
| 18. | PEC                 | 34 | 8  | 5  | 21 | 21  | 47 | 82 | -35 |

### Legenda
| Kleur | Kwalificatie voor               |
| ----- | ------------------------------- |
|       | Promotie naar de Eerste divisie |

### Uitslagen
|                     | AGO   | BAR   | DRE   | EDO   | EXC   | FVL   | GOO   | GRA   | DVS   | HEE   | LIM   | NOA   | PEC   | RJC   | VLX   | VVV   | ZFC   | ZBO   |
| ------------------- | ----- | ----- | ----- | ----- | ----- | ----- | ----- | ----- | ----- | ----- | ----- | ----- | ----- | ----- | ----- | ----- | ----- | ----- |
| AGOVV               |       | 2 – 1 | 1 – 5 | 2 – 1 | 1 – 4 | 0 – 2 | 2 – 3 | 3 – 0 | 1 – 3 | 2 – 0 | 2 – 0 | 2 – 0 | 1 – 2 | 2 – 1 | 2 – 2 | 4 – 2 | 0 – 2 | 0 – 2 |
| Baronie             | 3 – 1 |       | 1 – 1 | 3 – 1 | 0 – 1 | 2 – 2 | 7 – 0 | 0 – 6 | 2 – 1 | 1 – 0 | 1 – 1 | 4 – 1 | 3 – 2 | 0 – 1 | 0 – 0 | 1 – 0 | 1 – 2 | 3 – 0 |
| SC Drente           | 6 – 2 | 2 – 4 |       | 6 – 0 | 0 – 1 | 0 – 2 | 1 – 0 | 0 – 3 | 1 – 1 | 2 – 0 | 2 – 2 | 3 – 1 | 3 – 2 | 2 – 4 | 7 – 2 | 3 – 1 | 2 – 1 | 0 – 1 |
| EDO                 | 3 – 1 | 2 – 0 | 3 – 1 |       | 1 – 1 | 0 – 0 | 0 – 0 | 1 – 1 | 0 – 0 | 1 – 3 | 1 – 1 | 2 – 2 | 4 – 2 | 4 – 0 | 1 – 2 | 0 – 1 | 2 – 1 | 3 – 0 |
| Excelsior           | 4 – 2 | 1 – 0 | 2 – 1 | 3 – 0 |       | 0 – 0 | 1 – 0 | 1 – 1 | 2 – 1 | 1 – 1 | 1 – 1 | 1 – 1 | 2 – 0 | 0 – 1 | 4 – 0 | 0 – 0 | 4 – 1 | 3 – 0 |
| Fortuna Vlaardingen | 3 – 0 | 3 – 1 | 3 – 0 | 2 – 1 | 1 – 1 |       | 4 – 4 | 0 – 0 | 1 – 1 | 2 – 0 | 2 – 0 | 4 – 0 | 1 – 1 | 1 – 0 | 2 – 0 | 2 – 0 | 1 – 1 | 0 – 0 |
| SC Gooiland         | 0 – 1 | 4 – 0 | 2 – 0 | 3 – 0 | 0 – 0 | 1 – 0 |       | 0 – 2 | 3 – 1 | 3 – 2 | 2 – 0 | 2 – 2 | 2 – 0 | 0 – 0 | 1 – 1 | 2 – 0 | 0 – 0 | 1 – 1 |
| De Graafschap       | 6 – 1 | 4 – 0 | 4 – 2 | 1 – 0 | 1 – 2 | 1 – 1 | 4 – 0 |       | 2 – 0 | 2 – 0 | 1 – 1 | 3 – 1 | 5 – 2 | 2 – 0 | 0 – 0 | 4 – 0 | 2 – 0 | 4 – 1 |
| Hermes DVS          | 0 – 0 | 5 – 3 | 1 – 0 | 2 – 3 | 1 – 3 | 1 – 3 | 3 – 0 | 1 – 1 |       | 0 – 3 | 0 – 2 | 0 – 3 | 6 – 1 | 3 – 1 | 1 – 2 | 2 – 2 | 1 – 3 | 1 – 1 |
| Heerenveen          | 1 – 0 | 0 – 0 | 0 – 0 | 5 – 1 | 1 – 2 | 1 – 0 | 2 – 2 | 0 – 0 | 4 – 1 |       | 1 – 0 | 4 – 0 | 2 – 0 | 3 – 2 | 2 – 1 | 4 – 1 | 1 – 1 | 1 – 3 |
| Limburgia           | 6 – 1 | 1 – 2 | 3 – 2 | 2 – 0 | 1 – 2 | 3 – 0 | 1 – 1 | 3 – 1 | 1 – 0 | 2 – 2 |       | 1 – 0 | 4 – 3 | 1 – 4 | 1 – 1 | 0 – 0 | 2 – 0 | 3 – 2 |
| NOAD                | 3 – 0 | 1 – 3 | 1 – 4 | 1 – 1 | 2 – 4 | 0 – 1 | 2 – 0 | 1 – 2 | 4 – 4 | 2 – 0 | 2 – 0 |       | 3 – 0 | 4 – 0 | 3 – 1 | 0 – 0 | 2 – 1 | 2 – 0 |
| PEC                 | 5 – 0 | 2 – 3 | 0 – 1 | 0 – 4 | 1 – 1 | 4 – 2 | 2 – 2 | 0 – 5 | 2 – 1 | 0 – 0 | 0 – 3 | 1 – 0 |       | 1 – 5 | 1 – 2 | 2 – 0 | 3 – 2 | 1 – 1 |
| Roda JC             | 5 – 2 | 2 – 4 | 3 – 1 | 0 – 1 | 1 – 0 | 2 – 4 | 1 – 0 | 2 – 0 | 3 – 0 | 2 – 1 | 2 – 2 | 1 – 0 | 2 – 1 |       | 2 – 1 | 6 – 2 | 6 – 0 | 6 – 2 |
| Velox               | 1 – 3 | 3 – 1 | 4 – 0 | 2 – 0 | 2 – 0 | 1 – 1 | 1 – 2 | 1 – 3 | 1 – 2 | 1 – 1 | 1 – 0 | 0 – 0 | 5 – 1 | 3 – 2 |       | 8 – 0 | 2 – 1 | 0 – 2 |
| FC VVV              | 4 – 1 | 2 – 1 | 3 – 2 | 1 – 0 | 3 – 1 | 2 – 2 | 2 – 0 | 1 – 3 | 1 – 0 | 1 – 1 | 0 – 1 | 2 – 2 | 5 – 3 | 1 – 2 | 1 – 1 |       | 0 – 0 | 0 – 3 |
| ZFC                 | 3 – 1 | 2 – 0 | 1 – 0 | 1 – 2 | 2 – 1 | 0 – 0 | 1 – 2 | 1 – 1 | 0 – 0 | 1 – 0 | 3 – 0 | 6 – 2 | 2 – 1 | 3 – 1 | 0 – 0 | 4 – 1 |       | 1 – 1 |
| Zwolsche Boys       | 1 – 1 | 3 – 0 | 1 – 2 | 1 – 0 | 0 – 3 | 1 – 0 | 1 – 1 | 3 – 2 | 1 – 3 | 1 – 0 | 2 – 1 | 2 – 0 | 0 – 1 | 3 – 5 | 5 – 0 | 4 – 1 | 1 – 0 |       |

## Topscorers
| #   | Naam              | Club                | Goal |
| --- | ----------------- | ------------------- | ---- |
| 1.  | Rob Bosdijk       | EDO                 | 25   |
| 2.  | Uwe Blotenberg    | Roda JC             | 24   |
| 2.  | Guus Hiddink      | De Graafschap       | 24   |
| 4.  | Gerrie de Jonge   | SC Drente           | 20   |
| 5.  | Willy Coolen      | Limburgia           | 18   |
| 5.  | Thijs Kwakkernaat | Excelsior           | 18   |
| 7.  | Frans Derix       | FC VVV              | 16   |
| 8.  | Jan Bouman        | Fortuna Vlaardingen | 15   |
| 8.  | Ferry Pirard      | Baronie             | 15   |
| 10. | Walter Kousen     | Roda JC             | 14   |

## Voetnoten
1956/57 · 
1957/58 · 
1958/59 · 
1959/60 · 
1960/61 · 
1961/62 · 
1962/63 · 
1963/64 · 
1964/65 · 
1965/66 · 
1966/67 · 
1967/68 · 
1968/69 · 
1969/70 · 
1970/71 · 
2016/17 · 
2017/18 · 
2018/19 ·
2019/20 ·
2020/21 ·
2021/22 ·
2022/23 ·
2023/24 ·
2024/25
AGOVV · Baronie · SC Drente · EDO · Excelsior · Fortuna · Gooiland · De Graafschap · Heerenveen · Hermes DVS · Limburgia · NOAD · PEC · Roda JC · Velox · FC VVV · ZFC · Zwolsche Boys